# Câmbio Negro
Câmbio Negro é uma banda de rap, formada em 1990 na Ceilândia, Distrito Federal. Os temas abordados são os mais variados, desde a violência policial, o racismo, a discriminação, a politização e conscientização em conteúdo como o encarceramento em massa. Em determinados momentos fala de amor, mas sem ser piegas. Letras que também contém pitadas de sarcasmo e acidez. A composição sempre é construída com muito critério, um som pesado com referências de bandas como Boo-Yaa T.R.I.B.E., N.W.A. e Public Enemy que são seus comtemporâneos.

## História
O Câmbio Negro surgiu em 1990, na Ceilândia, DF. A primeira formação tinha X  e DJ Jamaika (Jefferson Alves) nos vocais além de DJ Chocolaty nos toca-discos.
O primeiro álbum, intitulado Sub-Raça, foi lançado em julho de 1993 pela gravadora independente Discovery. Pelo mesmo selo, em 1995 o grupo lançou seu segundo disco: Diário de um Feto, vendendo duas mil cópias nos primeiros quinze dias. No mesmo ano, concorreu ao Video Music Brasil, na categoria Melhor Grupo de Rap, fato que se repetiria no ano seguinte, e somente na edição de 1999 é que o grupo conquistou o prêmio, além de concorrer na categoria de Melhor Edição, com a música Círculo Vicioso, no ano anterior após ter lançado o álbum homônimo Câmbio Negro, pela gravadora Trama.
O Câmbio Negro encerrou suas atividades após a saída do vocalista X no final do ano 2000, visando lançar discos solos e outros segmentos do Hip-Hop, outras áreas de atuação como palestras, oficinas, workshops. Em 2015 os integrantes da banda decidem por fazer uma reunião para gravação de um CD e DVD ao vivo. Três anos depois em 2018 o vocalista X anuncia através de uma entrevista o retorno definitivo da banda. E, no mesmo ano lançaram o single "Ninguém Toma" com videoclipe. No ano de 2022 lançaram o single "Fogo no Canavial", que fala de um Brasil atual e racista. X lembra de uma das formas dos escravizados de se rebelarem contra seus senhores atingindo "onde doía mais, que era o bolso". O Câmbio Negro segue em atividade produzindo novos sons e fazendo shows pelo Brasil.

## Integrantes
- X - voz
- Ralph Sardela - guitarra
- Moisés Pacífico - baixo
- Denizar Marques - percussão e bateria
- Beetles - DJ

## Discografia
- 1993: Sub-Raça
- 1995: Diário de um Feto
- 1998: Esse é Meu País (single)
- 1998: Câmbio Negro
- 2015: Ao Vivo
- 2018: Ninguém Toma (single)
- 2022: Fogo no Canavial (single)

## Filmografia
| Ano  | Nome       | Personagem    |
| ---- | ---------- | ------------- |
| 2001 | Domésticas | Ausprício (X) |

## Prêmios
| Ano  | Prêmio                                | Categoria                |
| ---- | ------------------------------------- | ------------------------ |
| 1995 | Rádios Especializadas no Gênero Rap   | Revelação Rap            |
| 1999 | MTV Brasil                            | Melhor Vídeoclipe do Ano |
| 2010 | Prêmio Preto Ghóez - Reconhecimento   | Ministério da Cultura    |
| 2010 | Prêmio Hip-Hop Zumbi - Reconhecimento | Coletivo ArteSam         |
| 2010 | Festival Brasília Outros 50           | Homenagem                |
| 2017 | Primeiro Prêmio Hip-Hop               | Reconhecimento           |